# Żywiec cebulkowy
Żywiec cebulkowy, żywiec bulwkowaty (Cardamine bulbifera (L.) Crantz) – gatunek rośliny należący do rodziny kapustowatych. Gatunek europejski. W Polsce występuje dość licznie, ale jego stanowiska zgrupowane są tylko w niektórych rejonach.

## Morfologia

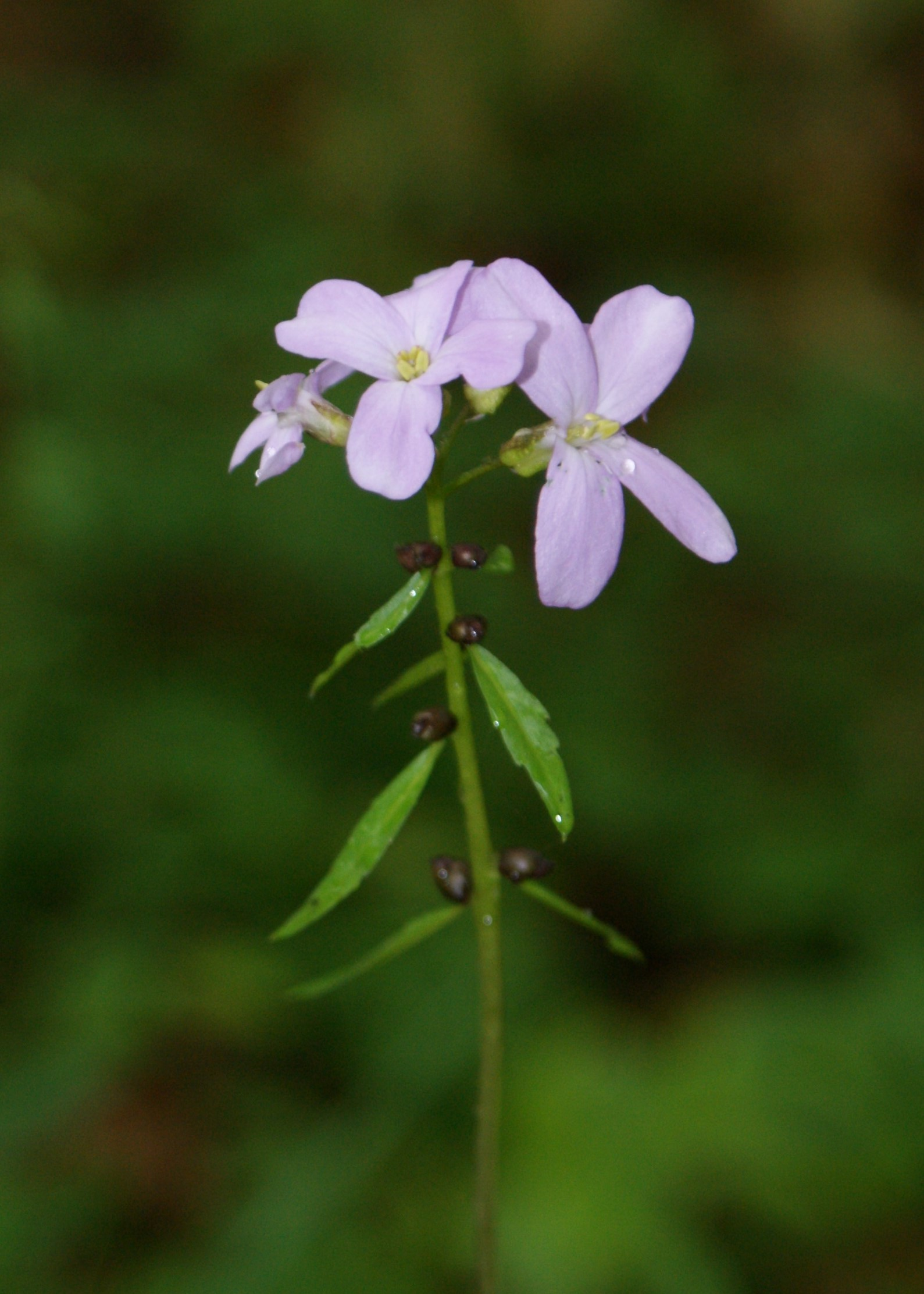
Kwiatostan i bulwki

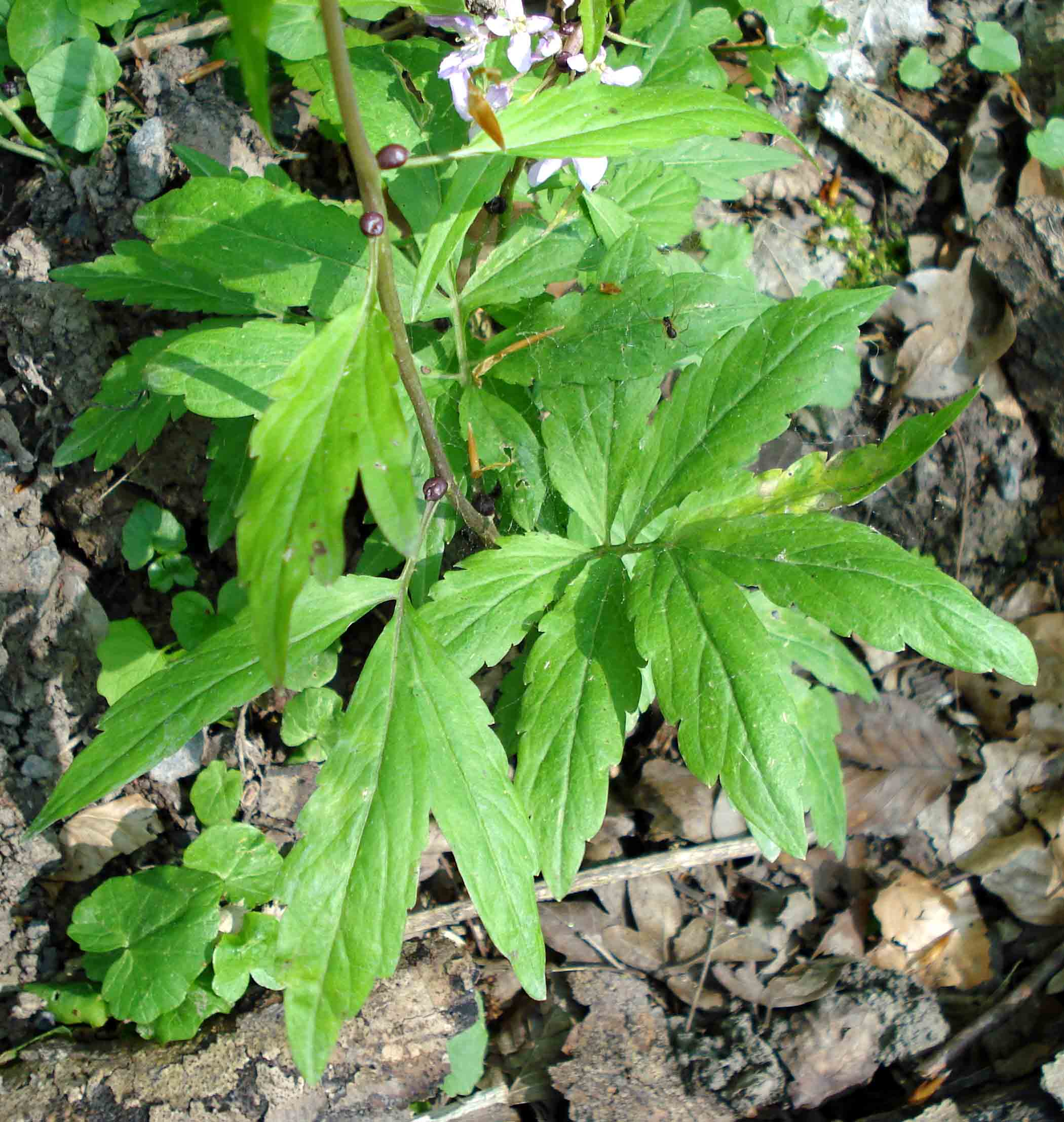
Liście

ŁodygaWzniesiona, naga, nierozgałęziona, osiąga wysokość 30–60 cm. Charakterystyczną cechą gatunkową jest występowanie w nasadzie liści bulwek.
LiścieUlistnienie skrętoległe. Dolne liście są pierzasto-złożone, liście na środku łodygi są 3-listkowe, zaś górne są pojedyncze. Wszystkie listki są podługowate, zaostrzone, piłkowane.
KwiatyWyrastają na długich szypułkach na szczycie łodygi, tworząc grono zawierające tylko kilka dużych kwiatów. Pojawiają się równocześnie z liśćmi. Zarówno kielich, jak i korona są wolne i mają po cztery listki. Płatki korony mają różowy lub czasami biały kolor, słupek jest jeden, pręcików 6 dwusilnych (4 dłuższe i 2 krótsze).
OwocWydłużona łuszczyna z okrągławymi nasionami.

## Biologia i ekologia
Bylina, geofit. Kwitnie od maja do czerwca i jest owadopylny. Rośnie często w tak zacienionych miejscach, że rzadko zawiązuje nasiona, rozmnaża się głównie wegetatywnie za pomocą bulwek w kątach liści. Jest jednym z nielicznych u nas gatunków roślin żyworodnych. W istocie jest to tylko częściowa żyworodność. Rośnie przeważnie w lasach liściastych (głównie bukowych), gdzie tworzy często całe łany, ale spotkać go można także w lasach mieszanych. Roślina cienioznośna, typowo leśna. Gatunek charakterystyczny dla All. Fagion, Ass. Galio odorati-Fagetum.